# Pandemonium Shadow Show
Pandemonium Shadow Show är ett musikalbum av Harry Nilsson som utgavs i december 1967 på skivbolaget RCA Records. Det var hans andra studioalbum, men egentligen det första som var ett genuint album då hans debut Spotlight on Nilsson främst bestod av redan utgivna singlar. Albumet består till största delen av Nilssons egna kompositioner, men innehåller även några covers, bland annat på två låtar av The Beatles. Skivan blev inte så uppmärksammad i USA eller Europa, men blev däremot en framgång i Kanada där Nilsson fick en hit med "You Can't Do That". Blood, Sweat & Tears skulle senare komma att spela in "Without Her" till sitt debutalbum Child Is Father to the Man 1969.

## Låtlista
Låtar utan angiven upphovsman komponerade av Harry Nilsson
1. "Ten Little Indians" – 2:13
2. "1941" – 2:36
3. "Cuddly Toy" – 2:45
4. "She Sang Hymns Out of Tune" (Jesse Lee Kincaid) – 2:19
5. "You Can't Do That" (John Lennon, Paul McCartney) – 2:16
6. "Sleep Late, My Lady Friend" – 2:41
7. "She's Leaving Home" (Lennon, McCartney) – 3:16
8. "There Will Never Be" (Perry Botkin, Jr., Gil Garfield) – 2:27
9. "Without Her" – 2:18
10. "Freckles" (Cliff Hess, Howard Johnson, Milton Ager) – 2:21
11. "It's Been So Long" – 2:09
12. "River Deep - Mountain High" (Phil Spector, Jeff Barry, Ellie Greenwich) – 3:53